# 多紋祕鱂
多紋祕鱂為輻鰭魚綱鯉齒目鯉齒亞目鯉齒鱂科的其中一種，分布於亞洲伊朗Mond河流域，體長可達2.4公分，生活習性不明。

## 擴展閱讀
維基物種上的相關：多紋祕鱂